# Evan Peters
Pour les articles homonymes, voir Peters.
Evan Peters, né le 20 janvier 1987 à Saint-Louis (Missouri), est un acteur américain.
Il est révélé par ses divers rôles dans la série télévisée d'anthologie American Horror Story (2011-maintenant), où il incarne à chaque saison un des rôles principaux.
Au cinéma, il se fait notamment connaître par ses rôles dans les films Never Back Down (2008) et Kick-Ass (2010), puis confirme par la suite lorsqu'il incarne le mutant Vif-Argent dans les films X-Men: Days of Future Past (2014), X-Men: Apocalypse (2016), X-Men: Dark Phoenix (2019), la série WandaVision (2021) et le rôle remarqué de Jeffrey Dahmer dans la mini-série biographique Dahmer - Monstre : L'Histoire de Jeffrey Dahmer, en 2022.
En 2021, il remporte l'Emmy Award du meilleur acteur dans un second rôle dans une mini-série ou un téléfilm pour son rôle dans la série Mare of Easttown.

## Biographie

### Enfance et formation
Il est le fils de Julie et Phil Peters (vice-président de la Charles Stewart Mott Foundation (en)). Il a un frère, Andrew et une sœur, Michelle, tous deux plus âgés. Ses deux parents sont d'origine allemande.
En 2001, la famille Peters déménage à Grand-Blanc, dans le Michigan, où il commence à prendre des cours de théâtre. Il fréquente le Grand Blanc Community High School, puis la Burbank High School où il poursuit sur sa deuxième année avant de finalement préférer les cours à domicile.
Il déménage à Los Angeles, à quinze ans, avec sa mère, pour poursuivre sa carrière d'acteur.

### Vie privée
En 2012, il rencontre Emma Roberts lors d'un dîner. Après avoir tourné ensemble dans le film Adult World, ils entament une relation. En 2013, Emma Roberts est arrêtée pour violences domestiques après lui avoir cassé le nez lors d'une dispute. Peters ne dépose pas plainte et paie même sa caution. Ils se fiancent en janvier 2014 mais se séparent en juin 2015. Mi-août 2015, le couple est de nouveau ensemble. Ils se séparent une nouvelle fois, en mai 2016,. Ils sont officiellement ensemble et se fiancent de nouveau en novembre 2016. En mars 2019, ils se séparent définitivement  
Fin 2019, il est en couple avec la chanteuse américaine Halsey,. Ils se séparent en mars 2020.
Depuis avril 2024, il est en couple avec une influenceuse du nom de Natalie Engel, et ils sont apparus ensemble à la fashion week de Paris.

## Carrière

### Les années 2000: Débuts remarqués
En 2004, Evan Peters commence sa carrière en jouant dans le drame indépendant Clipping Adam. L'acteur se fait immédiatement repérer et remporte le prix de la meilleure révélation lors du festival du film de Phoenix. Cette même année, il joue dans la comédie romantique remarquée Pyjama Party puis se tourne vers la télévision en décrochant un rôle récurrent pour la mini série tragi-comique en six épisodes, The Days.
Il enchaîne et alterne les genres, lorsqu'il joue dans quelques épisodes de la série, développée par Disney Channel, Phil du futur puis dans la série de science fiction, Invasion. Cette dernière fut annulée par ABC à cause d'audiences jugées trop faibles, et ce malgré de bonnes critiques et un engouement grandissant du public.
Il poursuit ensuite en multipliant les seconds rôles, à la télévision et au cinéma. En étant notamment au casting de la comédie dramatique Mama's Boy (2007) avec Diane Keaton et Anna Faris, il soutient Cam Gigandet et Amber Heard dans le film d'action Never Back Down (2008) et intervient dans le film de super-héros Kick-Ass où il joue le meilleur ami du personnage principal (2010).
Parallèlement, il devient un visage familier du petit écran, en jouant les guest star dans des séries télévisées bien installées comme Dr House, Dirt, FBI : Portés disparus, Monk, Ghost Whisperer ou encore Mentalist. Puis il joue dans quelques épisodes de la sixième saison des Frères Scott, entre 2008 et 2009. Suivent également les plébiscités Esprits criminels, The Office et Parenthood.

### Les années 2010: Révélation télévisuelle et percée au cinéma

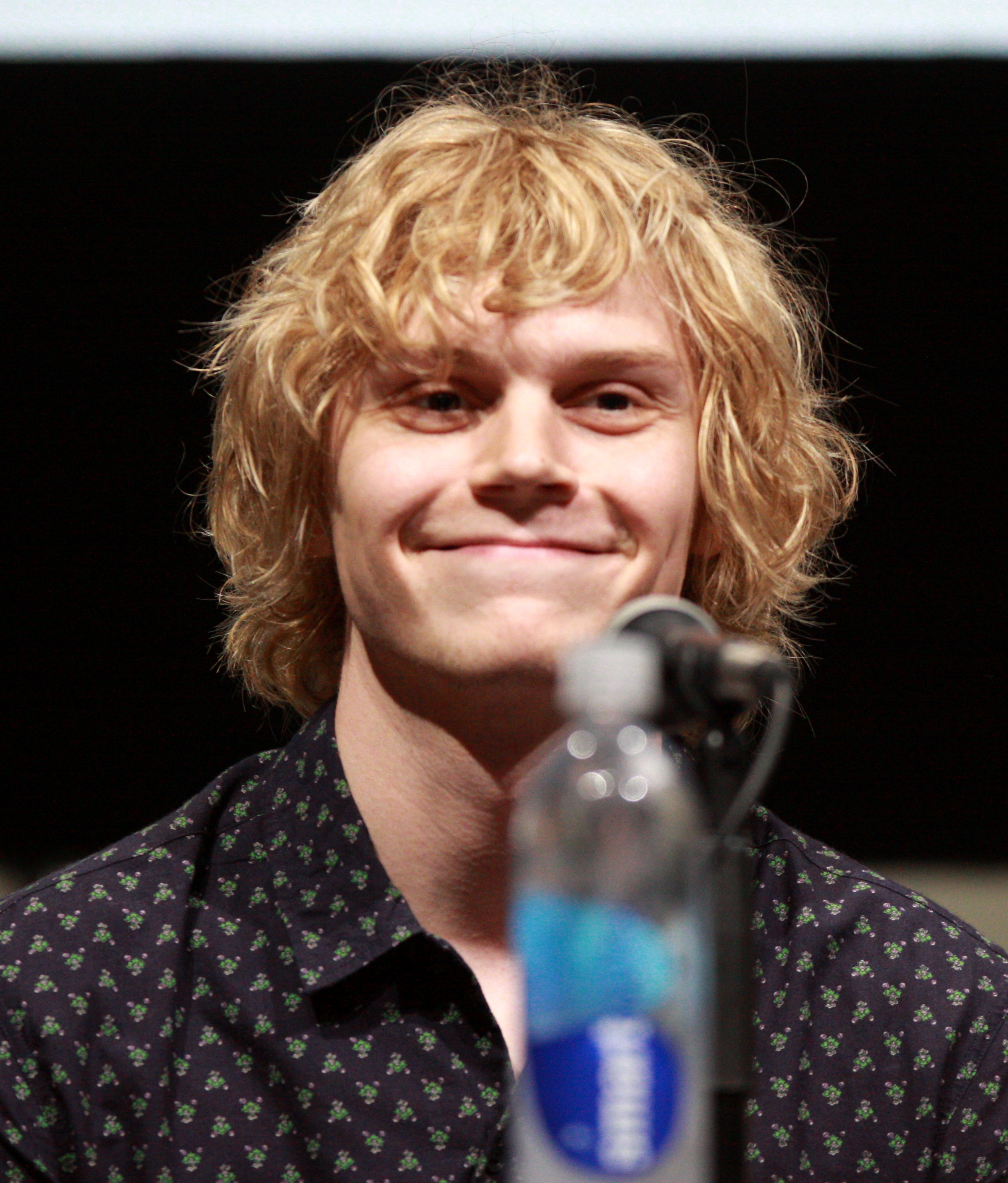
Evan Peters au Comic-Con de San Diego en 2013 pour la promotion de X-Men: Days of Future Past

Ses apparitions en tant que personnage secondaire l'ont fait connaître du grand public, mais sa carrière prend une tout autre tournure, en 2011, lorsqu'il décroche le rôle de Tate Langdon dans la série télévisée d'horreur American Horror Story. Il y incarne chaque saison un nouveau rôle, la série étant une anthologie. Dans la saison 2, Asylum, il incarne Kit Walker, un homme accusé à tort d'avoir tué sa femme. Cette interprétation lui vaut une nomination pour le Satellite Award du meilleur acteur dans un second rôle dans une série télévisée,.
Dans la saison 3, Coven, il joue Kyle Spencer, un jeune homme tué et ramené à la vie en tant que créature par un groupe de sorcières. Dans la saison 4, Freak Show, il prête ses traits à Jimmy Darling, un artiste de cirque aux mains déformées, ce qui lui vaut une citation pour le Gold Derby Awards du meilleur acteur dans une série télévisée.

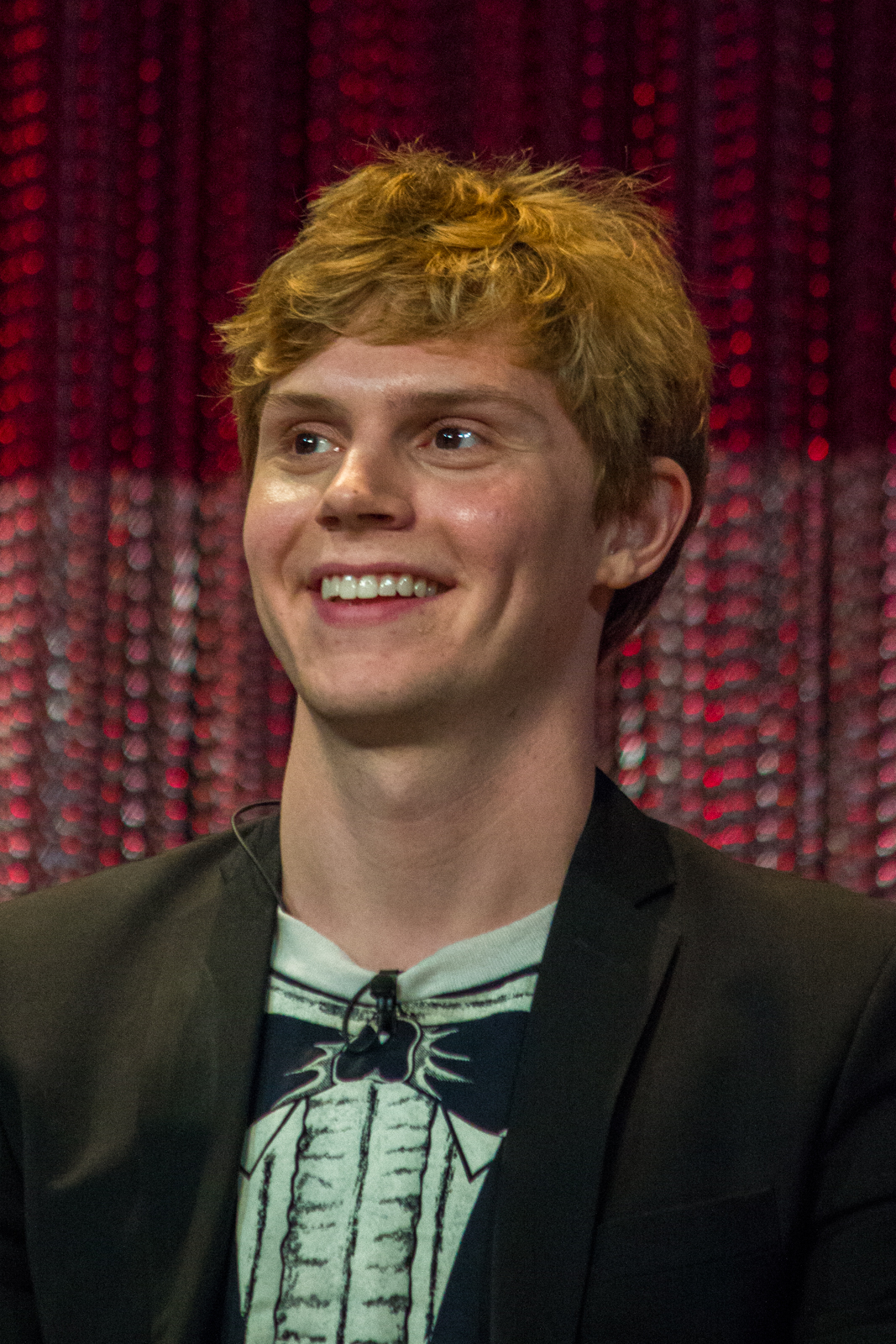
L'acteur au PaleyFest 2014, pour la promotion de la saison 3 dAmerican Horror Story.

En 2013, il ne peut reprendre son rôle de Todd pour Kick-Ass 2, à cause du tournage continu d'American Horror Story. En revanche, l'année d'après, il renoue avec les hauteurs du box-office et de la critique en incarnant Vif-Argent dans le blockbuster américain X-Men: Days of Future Past, le volet le plus lucratif de la franchise. La même année, il joue face à sa compagne, Emma Roberts dans la comédie indépendante Adult World.
En 2015, il joue dans le film d'horreur Lazarus Effect nommé pour le prix du meilleur film d'horreur lors des Golden Trailer Awards et enchaîne sur la saison 5 d'American Horror Story, Hotel qui met en vedette Lady Gaga à la suite du départ de Jessica Lange. Il est aussi aux côtés de Juno Temple pour le drame indépendant Safelight.

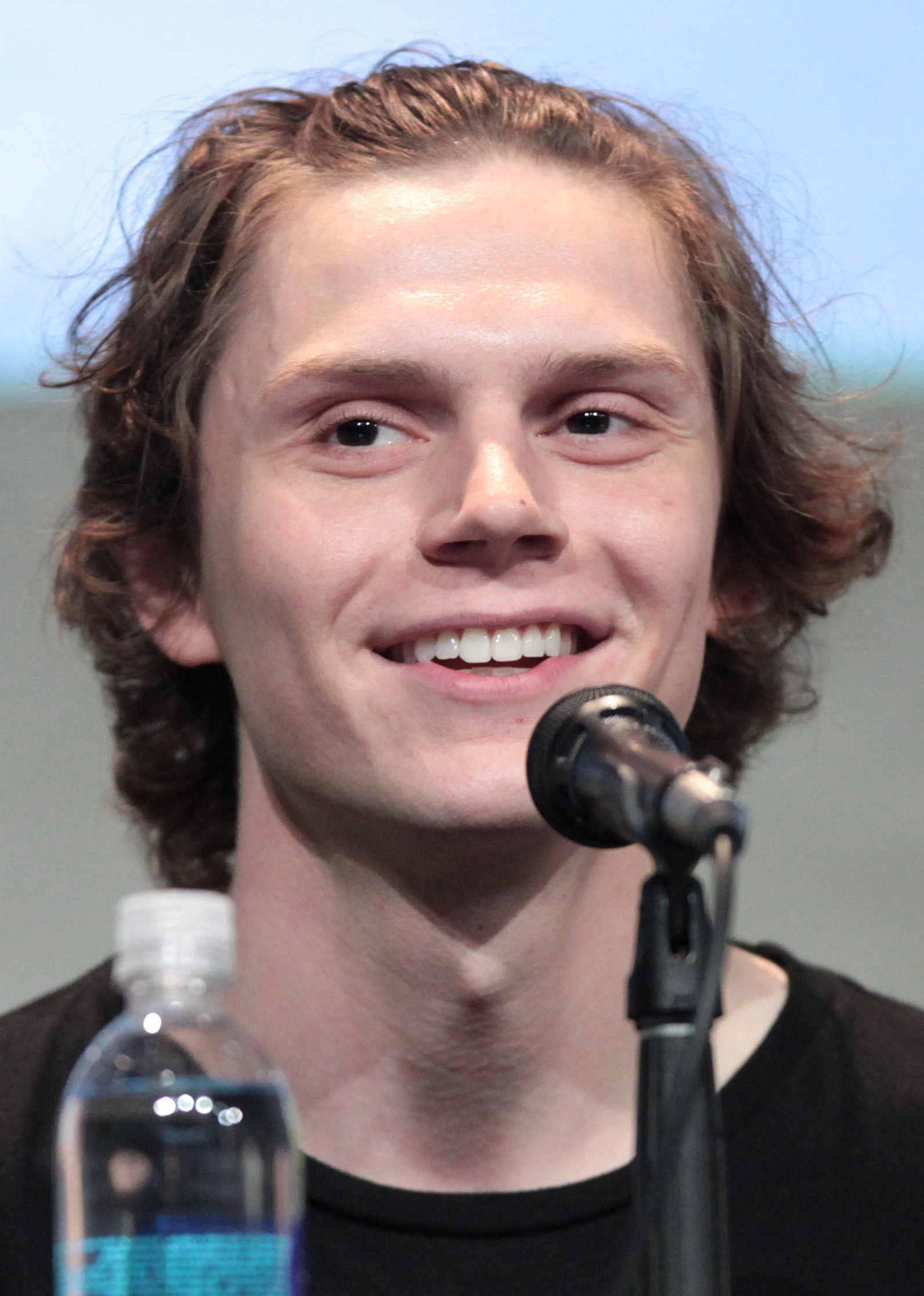
Lors de l'édition 2015 de la Comic-Con de San Diego pour la promotion dX-Men: Apocalypse.

En 2016, il renfile le costume du mutant super rapide pour X-Men: Apocalypse et gagne, par ailleurs, plus de temps de présence à l'écran à la suite des retours positifs du précédent volet sur son personnage, le film est un succès au box office mais divise la critique,. Il reste fidèle à Ryan Murphy et signe pour la saison 6 d'American Horror Story, Roanoke. Son interprétation lui permet d'être cité pour le Fangoria Chainsaw Awards du Meilleur acteur dans un second rôle dans une série télévisée. Cette année-là, il joue dans la comédie historique Elvis and Nixon, il interprète Dwight Chapin, l'assistant du président des États-Unis. Le film raconte l'histoire de la rencontre entre Elvis Presley et le président Richard Nixon.
En janvier 2017, Evan Peters signe pour la septième saison d'American Horror Story, Cult. Son interprétation tout en démence, lui permet d'obtenir une nouvelle citation pour le Saturn Award du meilleur acteur de télévision dans un second rôle. En juin de cette année, Peters rejoint le casting de X-Men: Dark Phoenix, dont la sortie est prévue en 2019.
Pour la télévision, Evan Peters continue de collaborer avec Ryan Murphy et est annoncé dans la distribution principale de la prochaine série télévisée du créateur, Pose, qui explore le New York City de l'année 1986 en se penchant sur la juxtaposition de plusieurs modes de vie contradictoires. En 2018, la série bat un record en introduisant le plus d'acteurs et actrices transgenres de l'histoire de la télévision dans sa première saison.
La même année, au cinéma, il joue dans le film policier saluée par les critiques American Animals. Réalisée par Bart Layton et présentée au festival du film de Sundance 2018, cette production lui permet de prétendre au British Independent Film Awards du meilleur acteur secondaire.
Dans le même temps, il reste fidèle à American Horror Story et rempile pour la saison 8 intitulée Apocalypse, aux côtés de sa petite amie Emma Roberts, qui fait aussi son retour. Cependant, alors que la série est encore plébiscitée et renouvelée, l'acteur annonce lors de la WonderCon 2019, que pour la première fois depuis les débuts de cette anthologie dont la diffusion a commencé en 2011, qu'il ne participera pas à la saison 9. Un an après son départ de la saison 9, il fait son grand retour dans la dixième saison, intitulée Double Feature.
Le 24 mars 2021, il rejoint le casting de la nouvelle série de Ryan Murphy, Monster : The Jeffrey Dahmer Story sur Netflix dont il jouera le rôle de Jeffrey Dahmer. Avant cela, il joue aux côtés de Kate Winslet dans la mini-série Mare of Easttown.
Le 30 septembre 2024, il rejoint le casting de la nouvelle série dramatique de Ryan Murphy, The Beauty sur FX. Il sera également à la tête de la production en tant que producteur exécutif.

## Filmographie

### Cinéma

#### Longs métrages
- 2004 : Clipping Adam de Michael Picchiottino : Adam Sheppard
- 2004 : Pyjama Party de Joe Nussbaum (en) : Russel Hayes
- 2007: Monk de Andy Breckman
- 2008 : Remarkable Power de Brandon Beckner : Ross
- 2008 : Gardens of the Night de Damian Harris : Rachel/Brian
- 2008 : Never Back Down de Jeff Wadlow : Max Cooperman
- 2010 : Kick-Ass de Matthew Vaughn : Todd
- 2011 : Never Back Down 2 de Michael Jai White : Max Cooperman
- 2011 : The Good Doctor de Lance Daly : Donny Nixon
- 2012 : Adult World de Scott Coffey : Alex
- 2014 : X-Men: Days of Future Past de Bryan Singer : Peter Maximoff / Vif-Argent
- 2015 : Safelight de Tony Aloupis : Charles
- 2015 : Lazarus Effect de David Gelb : Clay
- 2016 : X-Men: Apocalypse de Bryan Singer : Peter Maximoff / Vif-Argent
- 2016 : Elvis et Nixon de Liza Johnson : Dwight Chapin
- 2017 : The Pirates of Somalia de Bryan Buckley : Jay Bahadur
- 2018 : Deadpool 2 de David Leitch : Peter Maximoff / Vif-Argent
- 2018 : American Animals de Bart Layton : Warren
- 2019 : X-Men : Dark Phoenix de Simon Kinberg : Peter Maximoff / Vif-Argent
- 2019 : I Am Woman d'Unjoo Moon : Jeff Wald
- 2025 : Tron: Ares de Joachim Rønning

#### Courts métrages
- 2011 : Queen d'Adam Rose : Un homme
- 2017 : The Accomplice de John F. Beach et Jonathan Hoeg : Randy

### Télévision

#### Téléfilms
- 2007 : An American Crime de Tommy O'Haver : Ricky Hobbs

#### Séries télévisées
- 2004 : The Days de John Scott Shepherd : Cooper Day
- 2004 - 2005 : Phil du futur (Phil of the Future) de Tim Maile et Douglas Tuber : Seth Wosmer
- 2005 - 2006 : Invasion de Shaun Cassidy : Jesse Varon
- 2008 : Dr House de David Shore : Oliver, un otage
- 2008 : Dirt de Matthew Carnahan : Craig Hope
- 2008 : FBI : Portés disparus (Without a Trace) de David Shore : Craig Baskin
- 2008 : Monk de Andy Breckman : Eric Tavela
- 2008 - 2009 : Les Frères Scott (One Tree Hill) de Mark Schwahn : Jack Daniels
- 2009 : Off the clock de Lalaine : Jew
- 2009 : Ghost Whisperer de John Gray : Dylan Hale (saison 5, épisode 10)
- 2009 : Mentalist de Bruno Heller : Oliver McDaniel (saison 2, épisode 21)
- 2010 : Esprits criminels (Criminal Minds) de Jeff Davis : Charlie Hillridge
- 2010 : The Office de Greg Daniels, Ricky Gervais ET Stephen Merchant : Luke Cooper
- 2011 : Parenthood  de Jason Katims : Brandon
- 2011 : US Marshals : Protection de témoins (In Plain Sight) de David Maples : Joey Wilson / Joey Roston
- 2011 : American Horror Story : Murder House de Brad Falchuk et Ryan Murphy : Tate Langdon
- 2012 - 2013 : American Horror Story : Asylum de Brad Falchuk et Ryan Murphy : Kit Walker
- 2013 - 2014 : American Horror Story : Coven de Brad Falchuk et Ryan Murphy : Kyle Spencer
- 2014 - 2015 : American Horror Story : Freak Show de Brad Falchuk et Ryan Murphy : Jimmy Darling
- 2015 : China, IL de Griffith Kimmins, Mike L. Mayfield et Angelo Hatgistavrou : Clint (voix)
- 2015 - 2016 : American Horror Story : Hotel de Brad Falchuk et Ryan Murphy : James Patrick March
- 2016 : American Horror Story : Roanoke de Brad Falchuk et Ryan Murphy : Rory Monahan / Edward Phillipe Mott
- 2017 : American Horror Story : Cult de Brad Falchuk et Ryan Murphy : Kai Anderson / Andy Warhol / Charles Manson / Jim Jones / David Koresh / Jésus-Christ
- 2018 : Pose de Steven Canals, Brad Falchuk et Ryan Murphy : Stan Bowes
- 2018 : American Horror Story : Apocalypse de Brad Falchuk et Ryan Murphy : Mr. Gallant / Tate Langdon / James Patrick March / Jeff Pfister
- 2021 : WandaVision de Jac Schaeffer : Ralph Bohner / Pietro Maximoff
- 2021 : Mare of Easttown de Brad Ingelsby : Détective Colin Zabel
- 2021 : American Horror Story : Double Feature  de Brad Falchuk et Ryan Murphy : Austin Sommers (première partie)
- 2022 : Monstre: L'histoire de Jeffrey Dahmer  (Netflix) : de Ian Brennan et Ryan Murphy : Jeffrey Dahmer
- 2024 : Agatha All Along de Jac Schaeffer : Ralph Bohner (épisode 6)
- 2025 : The Beauty :

### Clips
- 2024 : We can't be friends (wait for you love) d'Ariana Grande

## Distinctions
Sauf indication contraire ou complémentaire, les informations mentionnées dans cette section proviennent de la base de données IMDb.

### Récompenses
- Phoenix Film Festival 2004 : meilleure révélation masculine pour Clipping Adam
- Tahoe Reno International Film Festival 2017 : meilleur acteur dans un court métrage  pour The Accomplice
- iHorror Awards 2018 : meilleur acteur dans une série télévisée pour American Horror Story : Cult (2017)
- Gold Derby Awards 2021 : meilleur acteur dans un second rôle dans une mini-série ou un téléfilm pour Mare of Easttown
- Hollywood Critics Association Television Awards 2021 : meilleur acteur dans un second rôle dans une mini-série ou un téléfilm pour Mare of Easttown
- Online Film & Television Association Awards 2021 : meilleur acteur dans un second rôle dans une mini-série ou un téléfilm pour Mare of Easttown
- Primetime Emmy Awards 2021 : Meilleur acteur dans un second rôle dans une mini-série ou un téléfilm pour Mare of Easttown
- Satellite Awards 2022 : Meilleur acteur dans un second rôle dans une série, téléfilm ou mini-série pour Mare of Easttown
- Golden Globes 2023 : Meilleur acteur dans une mini-série ou un téléfilm pour Monster: The Jeffrey Dahmer Story
- Satellite Awards 2023 : Meilleur acteur dans une mini-série ou un téléfilm pour Monster: The Jeffrey Dahmer Story

### Nominations
- Young Artist Awards 2005 : 
  - Meilleure performance pour un jeune acteur dans un rôle principal pour Clipping Adam
  - Meilleure jeune distribution pour Pyjama Party partagé avec Mika Boorem, Eileen Seton, Kallie Flynn Childress, Scout Taylor-Compton, Sean Faris, Brie Larson, Hunter Parrish, Sara Paxton, Katija Pevec, Ryan Slattery et Douglas Smith
- 2012 : Gold Derby Awards DU meilleur acteur dans un second rôle dans une mini-série ou un téléfilm pour American Horror Story: Murder House (2011)
- 17e cérémonie des Satellite Awards 2012 : Meilleur acteur dans une mini-série ou un téléfilm pour American Horror Story: Murder House (2011)
- 2013 : Gold Derby Awards du meilleur acteur dans un second rôle dans une mini-série ou un téléfilm pour American Horror Story: Asylum (2012)
- 2013 : Online Film & Television Association Awards du meilleur acteur dans un second rôle dans une mini-série ou un téléfilm pour American Horror Story: Asylum (2012)
- 2015 : Gold Derby Awards du meilleur acteur dans une série télévisée dans une mini-série ou un téléfilm pour American Horror Story: Freak Show (2014-2015)
- 2016 : Fangoria Chainsaw Awards du meilleur acteur dans un second rôle dans une mini-série ou un téléfilm pour American Horror Story: Hotel (2015-2016)
- 2016 : iHorror Awards de la meilleure interprétation masculine dans une mini-série ou un téléfilm pour American Horror Story: Hotel (2015-2016)
- 18e cérémonie des Teen Choice Awards 2016 : Meilleur voleur de scène pour X-Men: Apocalypse (2015).
- 30e cérémonie des Kids' Choice Awards 2017 : Meilleure distribution pour pour X-Men: Apocalypse (2015) partagé avec James McAvoy, Michael Fassbender, Jennifer Lawrence, Nicholas Hoult, Tye Sheridan, Kodi Smit-McPhee, Ben Hardy, Sophie Turner, Alexandra Shipp et Olivia Munn.
- 2018 : British Independent Film Awards du meilleur acteur dans un second rôle pour American Animals (2017).
- 23e cérémonie des Critics' Choice Movie Awards 2018 : Meilleur acteur dans un second rôle dans une mini-série ou un téléfilm pour American Horror Story : Cult (2017).
- 9e cérémonie des Critics' Choice Television Awards 2018 : Meilleur acteur dans une mini-série ou un téléfilm pour American Horror Story : Cult (2017).
- 2018 : Gold Derby Awards DU meilleur acteur dans une mini-série ou un téléfilm pour American Horror Story : Cult (2017).
- 44e cérémonie des Saturn Awards 2018 : Meilleur acteur de télévision dans un second rôle dans une série télévisée pour American Horror Story : Cult (2017).
- Gold Derby Awards 2019 : meilleur acteur de la décade dans une mini-série ou un téléfilm pour American Horror Story
- 2021 : International Online Cinema Awards DU meilleur acteur dans un second rôle dans une mini-série ou un téléfilm pour Mare of Easttown (2020).
- Pena de Prata, 2021 : 
  - Meilleur acteur dans un second rôle dans une mini-série ou un téléfilm pour Mare of Easttown (2020).
  - Meilleure distribution dans une mini-série ou un téléfilm pour Mare of Easttown (2020) partagé avec Kate Winslet, Jean Smart, Julianne Nicholson, Guy Pearce, Enid Graham, Angourie Rice, David Denman, Neal Huff, Cailee Spaeny, John Douglas Thompson (en), Sosie Bacon , Joe Tippett, James McArdle, Chinasa Ogbuagu et Cameron Mann
  - Meilleure distribution dans une mini-série pour WandaVision partagé avec Elizabeth Olsen, Paul Bettany, Kathryn Hahn, Debra Jo Rupp, Fred Delaney, Teyonah Parris, Randall Park, Kat Dennings, Julian Hilliard, Jett Klyne, Emma Caulfield Ford, Josh Stamberg, Victoria Blade et Ithamar Enriquez
- 27e cérémonie des Critics' Choice Movie Awards 2022 : Meilleur acteur dans une mini-série ou un téléfilm pour Mare of Easttown (2020).
- 28e cérémonie des Screen Actors Guild Awards 2022 : Meilleur acteur dans une mini-série ou un téléfilm pour Mare of Easttown (2020).
- 27e cérémonie des Satellite Awards 2023 : Meilleur acteur dans une mini-série ou un téléfilm pour Monster: The Jeffrey Dahmer Story (2022).

## Voix francophones
En France
| - Hervé Grull dans : - Mentalist (série télévisée) - American Horror Story (série télévisée) - Pose (série télévisée) - American Animals - Jim Redler dans : - X-Men: Apocalypse - X-Men: Dark Phoenix - Mare of Easttown (mini-série) - Fabrice Trojani dans : - Never Back Down - Never Back Down 2 - Benjamin Bollen dans : - Kick-Ass - Lazarus Effect - Arthur Pestel dans (les séries télévisées) : - Les Frères Scott - Ghost Whisperer - Jean-Christophe Dollé dans : - WandaVision (mini-série) - Agatha All Along (mini-série) | Et aussi - Christophe Lemoine dans Pyjama Party - Emmanuel Garijo dans Phil du futur (série télévisée) - Julien Bouanich dans Invasion (série télévisée) - Brice Ournac dans Monk (série télévisée) - Didier Cherbuy dans Dr House (série télévisée) - Victor Naudet dans X-Men: Days of Future Past - Nicolas Matthys dans I Am Woman - Théo Frilet dans Elvis and Nixon, - Félicien Juttner dans Monstre (mini-série) - Donald Reignoux dans Wish : Asha et la Bonne Étoile (voix) |

Au Québec
Note : La liste indique les titres québécois.
- Nicholas Savard L'Herbier[35] dans :
  - Kick-Ass
  - Chacun son combat

- Martin Watier dans Pyjama Party[35]